# Campionati mondiali di sci di velocità 2017
I Campionati mondiali di sci di velocità 2017, nona edizione della manifestazione organizzata dalla Federazione Internazionale Sci, si sono tenuti dal 24 al 26 marzo 2017 a Idre, borgo del comune di Älvdalen, in Svezia, sulla pista Chocken, situata nel comprensorio sciistico di Idre Fjäll; si sono disputate gare in quattro differenti specialità: due nella categoria S1 (maschile e femminile), in cui vengono utilizzati materiali ed equipaggiamento specifico, e due in quella SDH (maschile e femminile), ove si gareggia in tenuta da sci alpino.
Le vittorie sono state conquistate nello Speed One (S1) dal francese Bastien Montes, al suo primo trionfo iridato nella specialità regina, e dall'italiana Valentina Greggio, che bissa il titolo conquistato nell'edizione 2015. Nello Speed Downhill (SDH) si sono invece imposti lo svizzero Gregory Meichtry, già campione di categoria nel 2009 e nel 2013 e l'altra francese Cléa Martinez, al suo primo alloro mondiale di specialità.

## Risultati

### S1 uomini
La gara si è disputata il 24 e il 26 marzo 2017 nell'arco di quattro discese, due di qualificazione, una di semifinale e una di finale, ed hanno preso parte alla competizione 35 atleti in rappresentanza di 13 differenti nazioni.
| Pos. | Atleti               | Nazione   | Velocità (km/h) | Differenza (km/h) |
| ---- | -------------------- | --------- | --------------- | ----------------- |
|      | Bastien Montes       | Francia   | 176.93          |                   |
|      | Manuel Kramer        | Austria   | 176.66          | -0.27             |
|      | Klaus Schrottshammer | Austria   | 176.03          | -0.90             |
| 4    | Simone Origone       | Italia    | 175.54          | -1.39             |
| 5    | Jukka Viitasaari     | Finlandia | 174.72          | -2.21             |
| 6    | Christian Jansson    | Svezia    | 174.50          | -2.43             |
| 7    | Ivan Origone         | Italia    | 174.23          | -2.70             |
| 8    | Radek Čermák         | Rep. Ceca | 173.15          | -3.78             |
| 9    | Simon Leitner        | Austria   | 172.72          | -4.21             |
| 10   | Jimmy Montes         | Francia   | 172.00          | -4.93             |

### S1 donne
La gara si è disputata il 24 e il 26 marzo 2017 nell'arco di quattro discese, due di qualificazione, una di semifinale e una di finale, ed hanno preso parte alla competizione 7 atlete in rappresentanza di 3 differenti nazioni.
| Pos. | Atlete                 | Nazione | Velocità (km/h) | Differenza (km/h) |
| ---- | ---------------------- | ------- | --------------- | ----------------- |
|      | Valentina Greggio      | Italia  | 171.50          |                   |
|      | Karine Dubouchet-Revol | Francia | 170.76          | -0.74             |
|      | Lisa Hovland Udén      | Svezia  | 169.18          | -2.32             |
| 4    | Britta Backlund        | Svezia  | 167.04          | -4.46             |
| 5    | Hanna Matslofva        | Svezia  | 167.00          | -4.50             |
| 6    | Célia Martinez         | Francia | 165.18          | -6.32             |
| 7    | Sofia Hedgren          | Svezia  | 160.58          | -10.92            |

### SDH uomini
La gara si è disputata il 24 e il 26 marzo 2017 nell'arco di quattro discese, due di qualificazione, una di semifinale e una di finale, ed hanno preso parte alla competizione 17 atleti in rappresentanza di 8 differenti nazioni.
| Pos. | Atleti             | Nazione     | Velocità (km/h) | Differenza (km/h) |
| ---- | ------------------ | ----------- | --------------- | ----------------- |
|      | Gregory Meichtry   | Svizzera    | 158.61          |                   |
|      | Sebastian Lindblom | Svezia      | 157.99          | -0.62             |
|      | Marc Amann         | Germania    | 157.77          | -0.84             |
| 4    | Petr Urban         | Rep. Ceca   | 156.23          | -2.68             |
| 5    | Daniel Persson     | Svezia      | 155.97          | -2.64             |
| 6    | Oliver Henzler     | Germania    | 155.76          | -2.85             |
| 7    | Lars Beskow        | Svezia      | 155.19          | -3.42             |
| 8    | Michel Goumoëns    | Svizzera    | 154.85          | -3.76             |
| 9    | Daniel Schöll      | Germania    | 154.55          | -4.06             |
| 10   | Jeffrey Mika       | Stati Uniti | 152.62          | -5.99             |

### SDH donne
La gara si è disputata il 24 e il 26 marzo 2017 nell'arco di quattro discese, due di qualificazione, una di semifinale e una di finale, ed hanno preso parte alla competizione 3 atlete in rappresentanza di 2 differenti nazioni.
| Pos. | Atleti           | Nazione   | Velocità (km/h) | Differenza (km/h) |
| ---- | ---------------- | --------- | --------------- | ----------------- |
|      | Cléa Martinez    | Francia   | 151.17          |                   |
|      | Justine Theillet | Francia   | 148.85          | -2.32             |
|      | Nicoline Nielsen | Danimarca | 147.46          | -3.71             |

## Medagliere
| Posizione | Nazione   | Oro | Argento | Bronzo | Totale |
| --------- | --------- | --- | ------- | ------ | ------ |
| 1         | Francia   | 2   | 2       | 0      | 4      |
| 2         | Italia    | 1   | 0       | 0      | 1      |
| 2         | Svizzera  | 1   | 0       | 0      | 1      |
| 4         | Austria   | 0   | 1       | 1      | 2      |
| 4         | Svezia    | 0   | 1       | 1      | 2      |
| 6         | Danimarca | 0   | 0       | 1      | 1      |
| 6         | Germania  | 0   | 0       | 1      | 1      |
| Totale    | Totale    | 4   | 4       | 4      | 12     |